# João Batista da Silva
João Batista da Silva, více známý jako Batista (* 8. března 1955 Porto Alegre), je bývalý brazilský fotbalista, záložník. Po skončení aktivní kariéry pracoval jako novinář.

## Fotbalová kariéra
Začínal v brazilské lize v týmu Internacional Porto Alegre, se kterým vyhrál třikrát brazilskou ligu. Dále pokračoval v Brazílii v Grêmiu Porto Alegre a Palmeiras. Od roku 1983 hrál v Itálii za SS Lazio a US Avellino a v Portugalsku za CF Os Belenenses. Kariéru zakončil v nižších brazilských soutěžích v týmu Avaí FC. V Poháru osvoboditelů nastoupil ve 30 utkáních a dal 1 gól. Za brazilskou fotbalovou reprezentaci nastoupil v letech 1978–1983 ve 38 utkáních. Byl členem brazilské reprezentace na Mistrovství světa ve fotbale 1978 v Argentině, nastoupil ve všech 7 utkáních a s týmem získal bronzové medaile za třetí místo. Byl členem brazilské reprezentace na Mistrovství světa ve fotbale 1982 ve Španělsku, nastoupil v utkání proti Argentině. Byl členem brazilské reprezentace na LOH 1976, nastoupil v 5 utkáních.

## Ligová bilance
| Ročník                               | Zápasy | Góly | Klub                       |
| ------------------------------------ | ------ | ---- | -------------------------- |
| Campeonato Brasileiro Série A 1974   | -      | -    | Internacional Porto Alegre |
| Campeonato Brasileiro Série A 1975   | 2      | 0    | Internacional Porto Alegre |
| Campeonato Brasileiro Série A 1976   | 20     | 1    | Internacional Porto Alegre |
| Campeonato Brasileiro Série A 1977   | 12     | 1    | Internacional Porto Alegre |
| Campeonato Brasileiro Série A 1978   | 8      | 0    | Internacional Porto Alegre |
| Campeonato Brasileiro Série A 1979   | 10     | 1    | Internacional Porto Alegre |
| Campeonato Brasileiro Série A 1980   | 16     | 3    | Internacional Porto Alegre |
| Campeonato Brasileiro Série A 1981   | 3      | 1    | Internacional Porto Alegre |
| Campeonato Brasileiro Série A 1982   | 23     | 0    | Grêmio Porto Alegre        |
| Campeonato Brasileiro Série A 1983   | 12     | 2    | Palmeiras                  |
| Serie A 1983/1984                    | 25     | 1    | SS Lazio                   |
| Serie A 1984/1985                    | 18     | 1    | SS Lazio                   |
| Serie A 1985/1986                    | 14     | 1    | US Avellino                |
| Primeira Liga 1987/1988              | 8      | 0    | CF Os Belenenses           |
| CELKEM Campeonato Brasileiro Série A | -      | -    |                            |
| CELKEM Serie A                       | 57     | 3    |                            |
| CELKEM Primeira Liga                 | 8      | 0    |                            |